# Rue de Candale
La rue de Candale, est une voie de communication de la commune de Pantin.

## Situation et accès

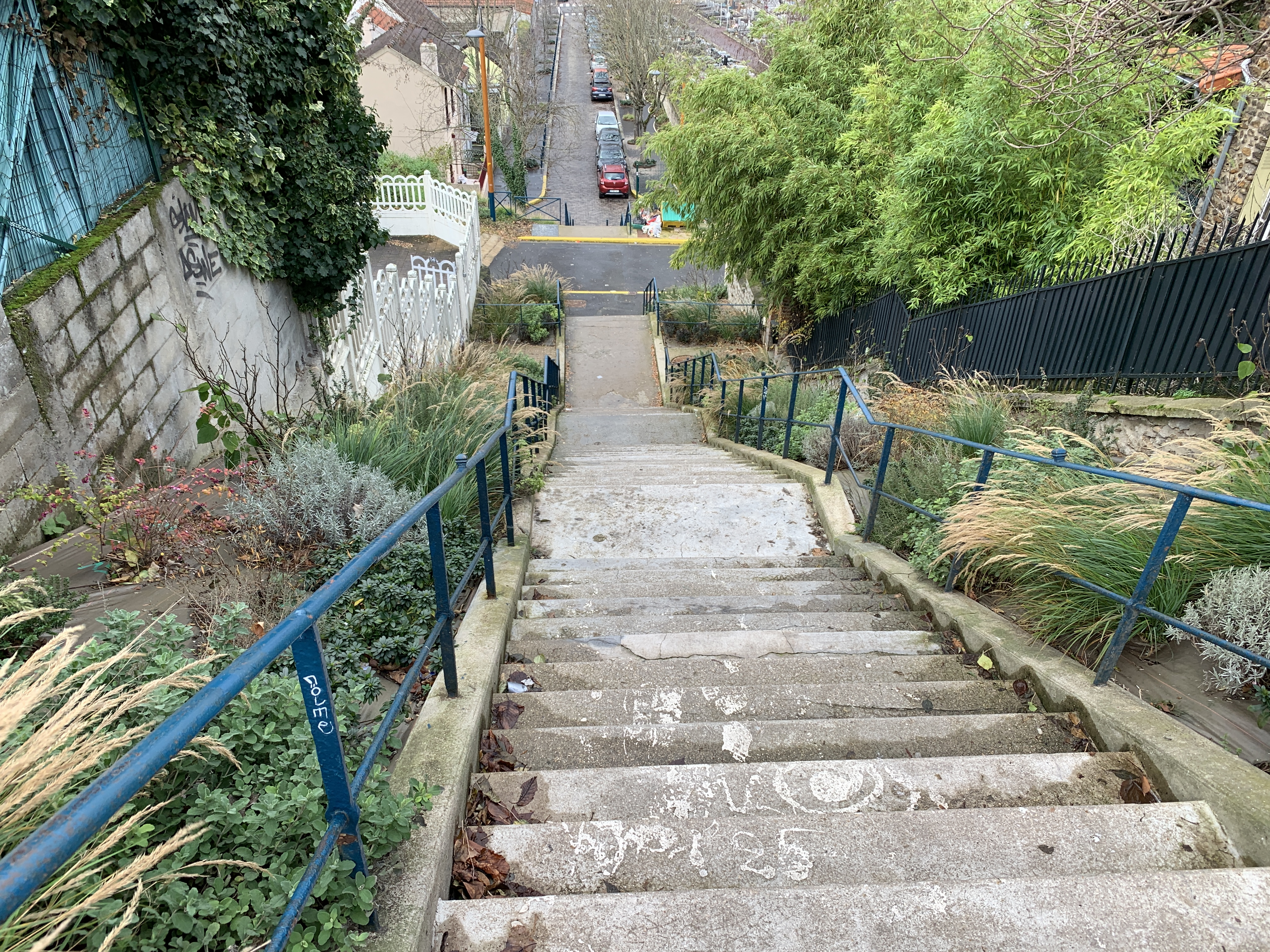
Escalier de la rue de Candale-Prolongée, décembre 2019.

Partant du nord, cette rue passe le carrefour de la rue Méhul et de la rue Lavoisier, puis croise la rue des Pommiers et se termine dans l'axe de la rue de Candale-Prolongée.

## Origine du nom

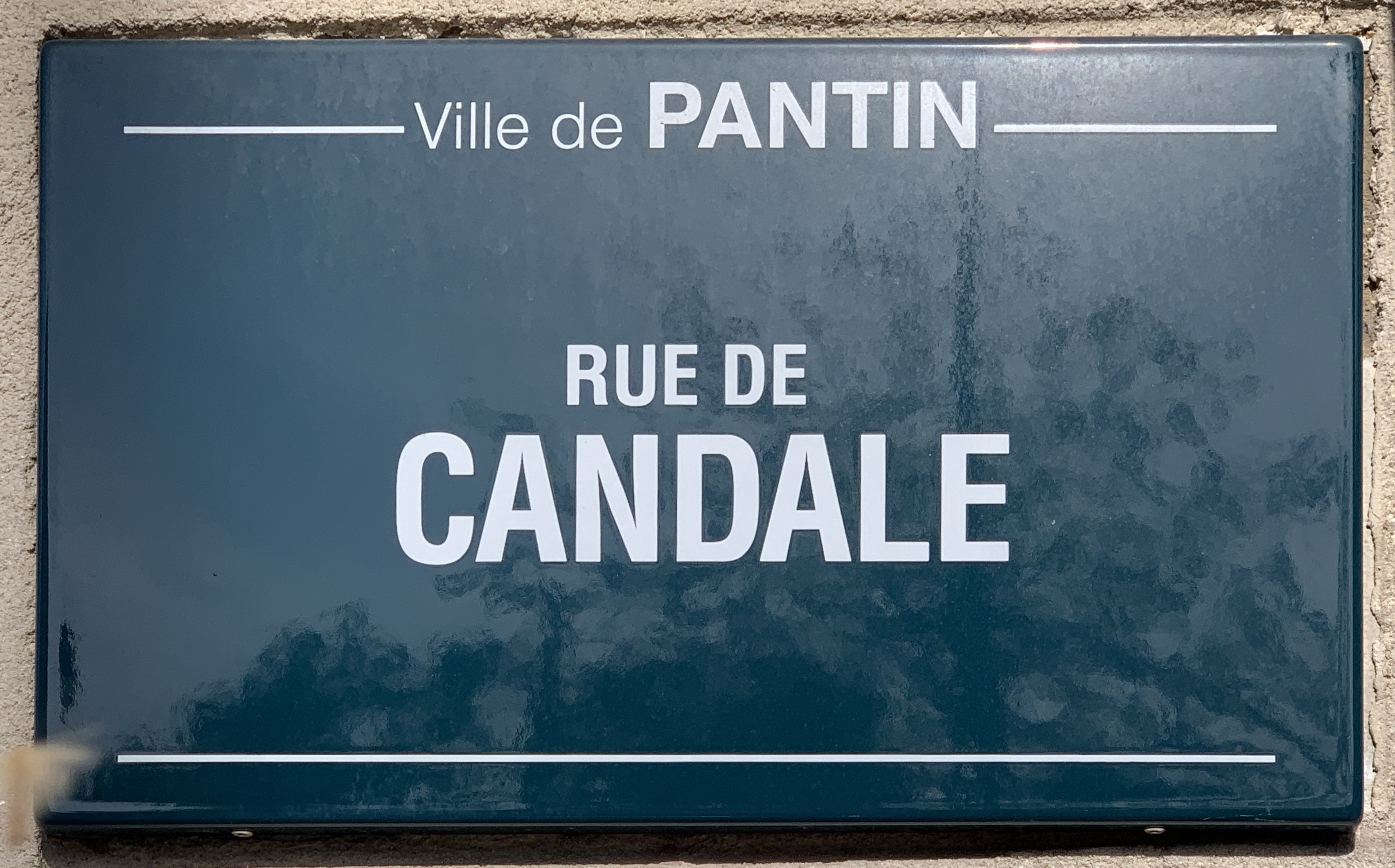
Plaque de la rue de Candale.

L'origine de ce nom, attesté au XIXe siècle, n'est pas connue.

## Historique

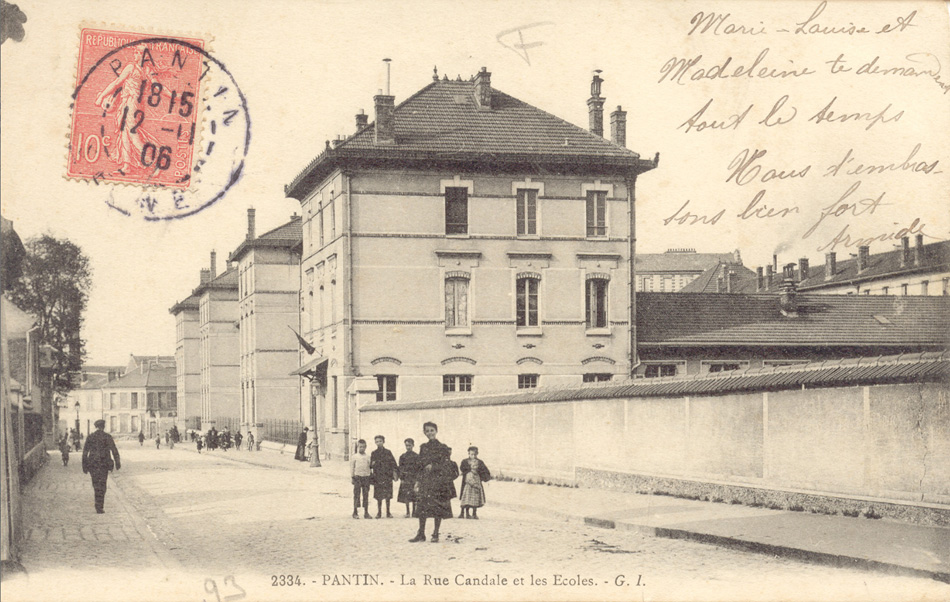
La rue de Candale vers 1900.

Par arrêté du 27 juin 1862, la largeur de la rue est fixée à 10 mètres.
À la fin du XIXe siècle naquit le projet de prolonger cette rue en perçant la partie comprise entre la rue Méhul et la rue Courtois.

## Bâtiments remarquables et lieux de mémoire
- Stade Charles-Auray[3], créé sur l'ancien parc de la Seigneurie[4], ancienne résidence des comtes de Pantin.
- École de Plein-Air, conçue en 1935 par Florent Nanquette, architecte communal[5]. C'est aujourd'hui le groupe scolaire Étienne-Méhul.
- Cimetière communal de Pantin.
- École maternelle, où la militante féministe Hélène Brion fut institutrice[6],[7]. Elle demeurait dans la rue[8].
- Emplacement d'un hospice créé en 1890[9].